# シャッタカイト
シャッタカイトまたはシャタック石(Shattuckite)は、イノケイ酸塩鉱物の一つで、化学式は、Cu5(SiO3)4(OH)2である。直方晶-双角錐結晶系に結晶化し、粒状の塊や繊維状針状の結晶を形成する。構造や見た目は、プランヘ石とかなり近い。
シャッタカイトは、比較的希少な銅ケイ素鉱物である。1915年にアリゾナ州ビズビーの主にシャタック鉱山で発見され、命名の由来にもなった。二次鉱物であり、他の二次鉱物の変性によって形成される。シャタック鉱山では、孔雀石が仮晶となる。仮晶は、元の結晶の外観をほとんど変えることなく、ある結晶構造が別の結晶構造によって原子ごとに置き換えられることを指す。宝石として用いられることがある。

## ギャラリー

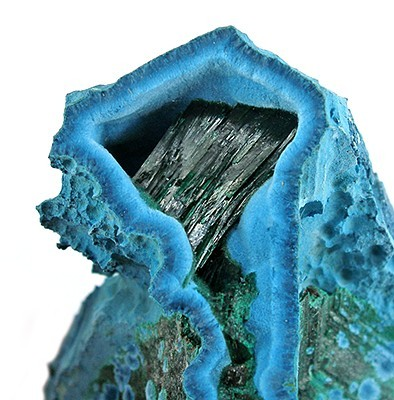
ナミビアのKaokoveld鉱山産出
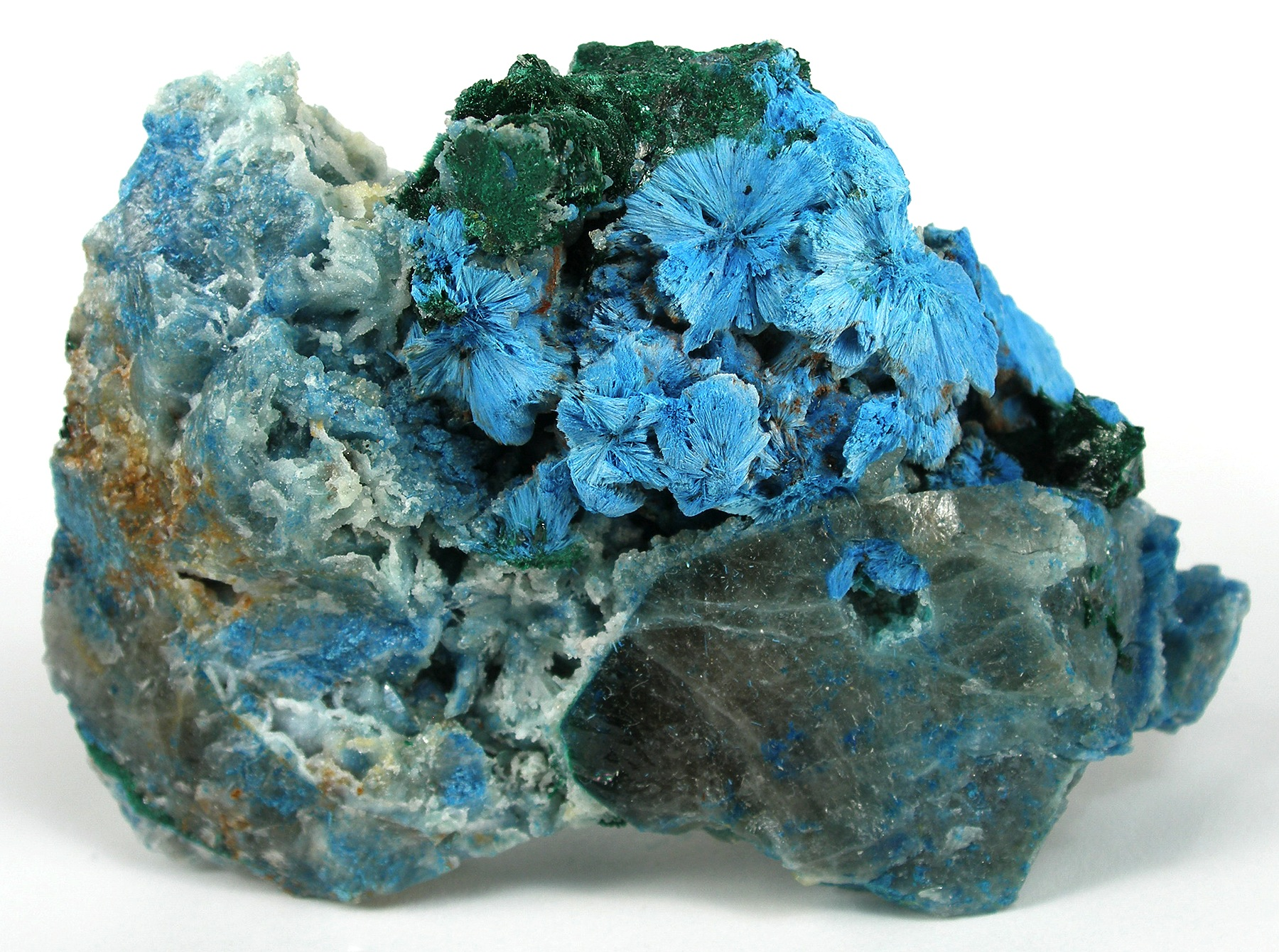
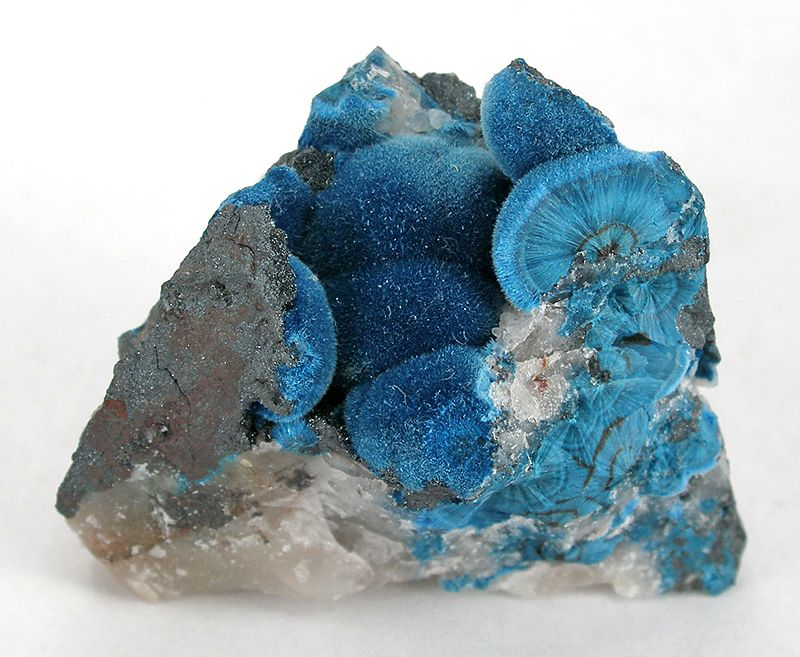
ナミビアのクネネ州産出
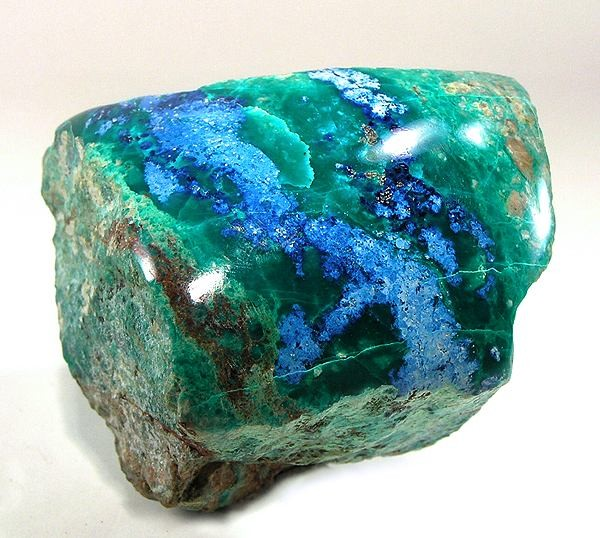
アリゾナ州のNew Cornelia鉱山産出